# Myotis planiceps
Myotis planiceps é uma espécie de morcego da família Vespertilionidae.
Apenas pode ser encontrada no México.